# ستيف ولدريدغ
ستيف ولدريدغ (بالإنجليزية: Steve Wooldridge)‏ هو لاعب كرة قدم بريطاني، ولد في 18 يوليو 1950 في تشيسوك في المملكة المتحدة. لعب مع كريستال بالاس وكولتشستر يونايتد ونادي بليموث أرجايل ونادي فوكستون.